# 세르미데

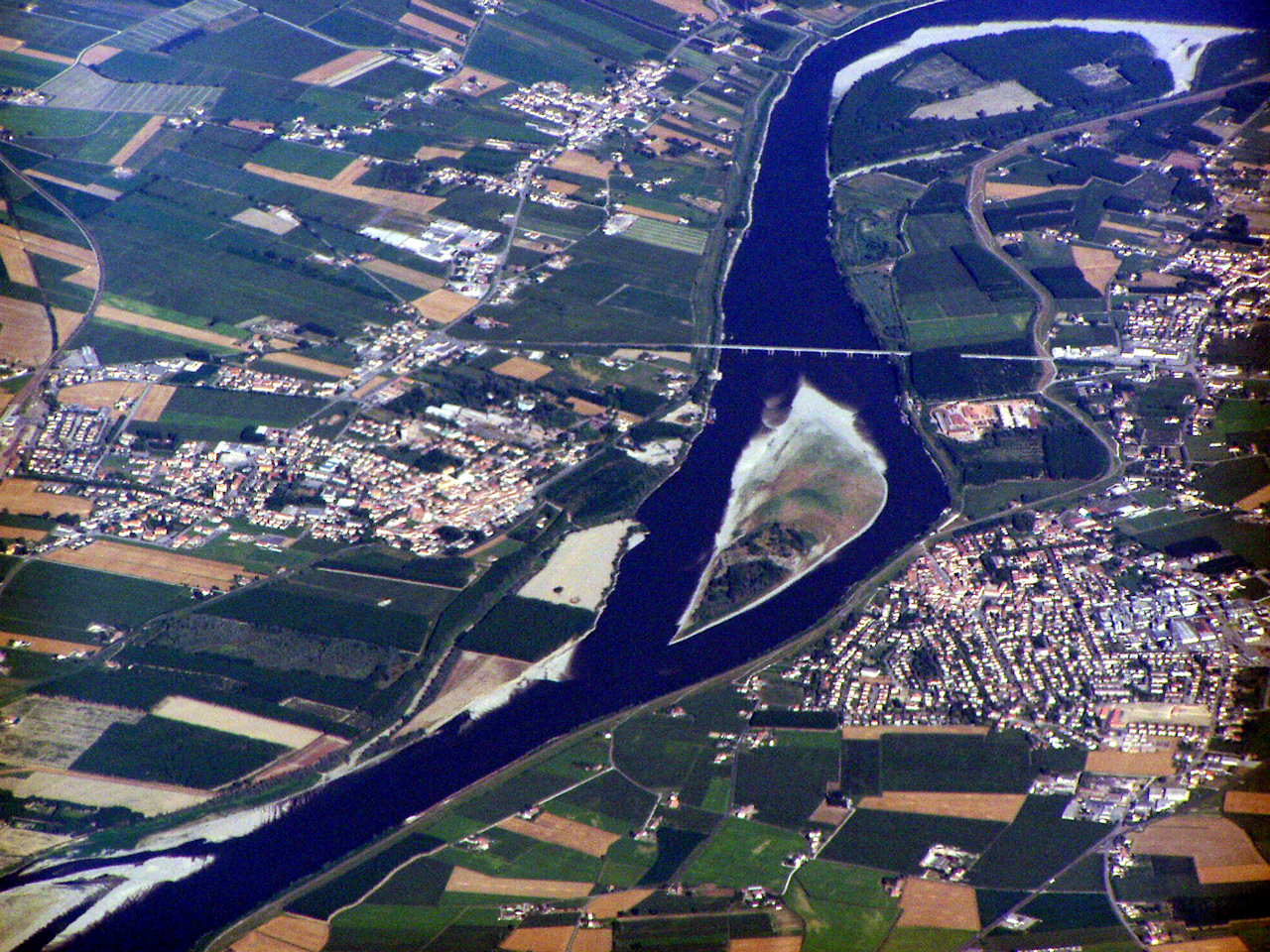
왼편에 위치한 세르미데

세르미데(Sermide)는 밀라노에서 남동쪽으로 약 180km(110마일), 만토바에서 남동쪽으로 약 45km(28마일) 떨어진 이탈리아 롬바르디아주의 만토바도에 있는 코무네(지방 자치체)였다. 2017년부터 현재는 세르미데 에 펠로니카의 일부가 되었다.